# 周用 (弘治乙丑進士)
周用（1465年—1531年），字舜中，號瞻峰，廣東潮州府饒平縣人，竈籍，明朝政治人物。

## 生平
弘治五年（1492年）壬子科廣東鄉試第二名舉人。弘治十八年（1505年）中式乙丑科會試第三十名，三甲第一百三十五名進士。授江西建昌县知县。官至浙江按察司佥事。

## 家族
曾祖周尚文；祖父周邦寧；父周元玉。嫡母沈氏；生母鄭氏。慈侍下。